# 오타이산
오타이산(太田胃散, 영어: Ohta's Isan)은 일본의 의약품 제조회사이다. 도쿄도 분쿄구에 본사가 있다. 사명과 동일한 위장약인 오타이산이 유명하다.